# 김우현 (해커)
김우현(1986년 10월 27일 ~ )은 대한민국의 천재 해커이다. 2000년대 중반 다음과 네이버 등의 포털 사이트의 취약점을 찾아냈다.
광주 문성고등학교를 졸업하였으며, 서강대학교 컴퓨터공학과를 졸업 후, 알고리즘 트레이딩 회사 프레스토랩스에서 수석 개발자로 일했다.

## 주요 활동
- 2010년 AC
- 2009년 ACM in India Amritapuri 대회 우승 (팀명: Oasis)
- 2009년 Codegate 2009 우승 (팀명: CParK)[2]
- 2008년 구글 코드잼 라운드 2
- 2008년 ACM-ICPC Asia Regional Contest - Seoul 8위 (팀명: Coderani)[3]
- 2008년 ACM-ICPC Asia Regional Contest - Seoul 인터넷 예선 6위 (팀명: Coderani)[4]
- 2008년 미국 데프콘 (대회) 해킹 대회 (팀명: WOWHACKER)
- 2008년 제1회 자바 알고리즘 대회 3등(한국선마이크로시스템즈 주최) (팀명: C#)[5]
- 2008년 Codegate 본선 5위 (팀명: root)[6]
- 2008년 Codegate 예선 2위 (팀명: root)[7]
- 2007년 ACM-ICPC Asia Regional Contest - Seoul 6위 (팀명: Kuru)[8][9]
- 2007년 ACM-ICPC Asia Regional Contest - Seoul 인터넷 예선 17위 (팀명: Kuru)[10]
- 2006년 제3회 해킹방어대회 은상 (주최: 정보통신부, 주관: 한국정보보호진흥원)[11]
- 2006년 ACM-ICPC Asia Regional Contest - Seoul 17위 (팀명: IHS)[12]
- 2006년 ACM-ICPC Asia Regional Contest - Seoul 인터넷 예선 14위 (팀명: IHS)[13]
- 2005년 KISA 제1회 S/W 취약점 찾기대회 금상[14]
- 2004년 제3회 H.U.S.T Hacking Festival 3위
- 2004년 제2회 순천향대학교 총장배 정보보호 페스티벌 고등부 최우수상 (총장상)
- 2003년 대덕 정보보호경진대회 고등부 대상[15]
- 2003년 전국남녀고교생 제1회 인하 컴퓨터 경진대회 컴퓨터보안 은상
- 2003년 제2회 정보통신공학 경진대회 (주최: 광주과학기술원 정보통신공학과) - 해킹 부분 금상[16][17]
- 2003년 제1회 고교생 정보보호올림피아드 대상 (주최: 서울호서전문대학교, 후원: 한국정보보호진흥원, 한국정보문화진흥원, 시큐이닷컴)[18]
- 2002년 대덕 정보보호경진대회 금상

## 같이 보기
- 와우해커
- Codegate